# Careproctus simus
Careproctus simus är en fiskart som beskrevs av Gilbert, 1896. Careproctus simus ingår i släktet Careproctus och familjen Liparidae. Inga underarter finns listade.